# Jönköpings Kristina-Ljungarums församling
Kristina-Ljungarums församling var en församling i Södra Vätterbygdens kontrakt, Växjö stift och Jönköpings kommun. Församlingen ingår i Jönköpings pastorat. Församlingen uppgick 2018 i Jönköpings församling.
Församlingen utgjorde östra delen av staden Jönköping, med stadsdelarna Öster, Liljeholmen, Rosenlund, Österängen, Vättersnäs, Ekhagen, Ljungarum, Kättilstorp och Råslätt.

## Administrativ historik
Församlingen bildades 2006 genom sammanslagning av Jönköpings Kristina församling och Ljungarums församling och utgjorde därefter till 2014 ett eget pastorat. Från 2014 ingick församlingen i Jönköpings pastorat.
Församlingen uppgick 2018 i Jönköpings församling.
Församlingskod var 068002

## Kyrkor
- Kristine kyrka
- Ljungarums kyrka
- Österängskyrkan
- Sanna kyrka
- Ekhagskyrkan
- Råslätts kyrka